# Lextorp
Lextorp är en stadsdel med omkring 4 000 invånare i södra utkanten av Trollhättan, omkring 2,5 kilometer från centrum, som till större delen uppfördes från början av 1970-talet och tio år framåt.
Lextorp har ett delområde som kallas Granngården, med höghus och centrumanläggning, invid vilket Lextorpskyrkan ligger.
Närmast E45 ligger ett villaområde som även inkluderar en del äldre hus. I övrigt består stadsdelen uteslutande av småhus, varav en stor del är radhus.
Den 14 oktober 2021 meddelade Sveriges polismyndighets nationella operativa enhet (NOA) att de har uppgraderat Trollhättans stadsdelar Lextorp, Kronogården och Sylte från utsatta stadsdelar till riskområden. Det är den mittersta nivån av tre nivåer.